# Final Resolution (2023)
Pour les articles homonymes, voir Final Resolution.
Final Resolution (2023) est un Pay-per-view de catch (lutte professionnelle) produit par la promotion américaine Impact Wrestling. L'événement a eu lieu le 9 décembre 2023 au Don Kolov Arena à Mississauga (Ontario), au Canada. Il s'agit de la 12e édition de Final Resolution.

## Contexte
Les spectacles d'Impact Wrestling sont constitués de matchs aux résultats prédéterminés par les scénaristes de la compagnie. Ces rencontres sont justifiées par des storylines – une rivalité entre catcheurs, la plupart du temps – ou par des qualifications survenues dans les shows. Tous les catcheurs possèdent un gimmick, c'est-à-dire qu'ils incarnent un personnage gentil (Face) ou méchant (Heel), qui évolue au fil des rencontres. Un événement comme Final Resolution est donc un événement tournant pour les différentes storylines en cours.  

## Tableau des matchs
| Ordre par numéros | Résultat                                                                                           | Stipulation(s)                                             | Temps |
| --- | -------------------------------------------------------------------------------------------------- | ---------------------------------------------------------- | ----- |
| 1P | PCO bat Jessie V                                                                                   | Match simple                                               | 5:25  |
| 2P | Jack Price bat Aiden Prince                                                                        | Match simple                                               | 6:07  |
| 3P | Frankie Kazarian bat Sheldon Jean                                                                  | Match simple                                               | 6:24  |
| 4 | ABC (Chris Bey et Ace Austin) (c) battent Brian Myers et Eddie Edwards (avec Alisha Edwards)       | Tag Team match pour les Impact World Tag Team Championship | 11:36 |
| 5 | Jody Threat bat Alisha Edwards (avec Brian Myers et Eddie Edwards)                                 | Match simple                                               |       |
| 6 | Tommy Dreamer (c) bat Deaner                                                                       | Match simple pour le Impact Digital Media Championship     | 11:38 |
| 7 | Speedball Mountain (Trent Seven et Mike Bailey) bat The Rascalz (Trey Miguel et Zachary Wentz)     | Tag Team match                                             | 15:13 |
| 8 | Jake Something bat Jason Hotch                                                                     | Match simple                                               | 6:51  |
| 9 | Moose bat Rhyno                                                                                    | Street Fight match                                         | 9:22  |
| 10 | Trinity et Jordynne Grace battent Deonna Purrazzo et Gisele Shaw                                   | Tag Team match                                             | 11:01 |
| 11 | Zack Sabre Jr. et Josh Alexander battent The Motor City Machine Guns (Chris Sabin et Alex Shelley) | Tag Team match                                             | 28:08 |
| La lettre C placée entre parenthèses désigne la personne ou l’équipe championne en titre. P – indique que le match a eu lieu lors du pré-show | |                                                            |       |